# 聚和性
聚和性，音译索博诺斯特（俄语：собо́рность），又译为共同性、共聚性、聚合性等，俄语词语，其使用主要归因于19世纪斯拉夫派俄罗斯作家伊万·基列耶夫斯基和阿列克谢·霍米亚科夫。 该词用于表达人与人之间以牺牲个人主义为代价进行合作的需要，其基础是对立群体会关注彼此之间的共同点。霍米亚科夫认为，西方世界正在逐渐失去团结，因为它正在认同亚里士多德和他定义的个人主义。基列耶夫斯基认为黑格尔和亚里士多德代表了相同的统一理想。